# Pino Modica
Pino Modica (Civitavecchia, 21 maggio 1952) è un artista italiano, esponente del “Gruppo di Piombino”. Vive e lavora tra Piombino, Roma e Milano.

## Gli inizi
Ha cominciato a dipingere in giovane età ed ha percorso tutti gli stadi della pittura, dal figurativo, all'astratto, all'informale, alla pittura materica.
Nel 1983 la svolta. Superate quelle esperienze, ha imboccato una strada completamente nuova e ha cominciato a sperimentare interventi fondati sulla partecipazione inconsapevole del pubblico.
Con altri due artisti di Piombino, Stefano Fontana e Salvatore Falci, dopo aver fondato il “Gruppo 5”, hanno portato abusivamente, nei Giardini della Biennale di Venezia del 1984, un esperimento fondato su cinque sedie, ognuna di colore diverso, collocate in uno spazio pubblico per testare le reazioni dei passanti.

## L’esperienza del “Gruppo di Piombino”
Sempre nel 1984 ha conosciuto a Roma il critico militante Domenico Nardone e con lui, insieme a Stefano Fontana e Salvatore Falci, hanno organizzato alla galleria “Lascala” di Roma la mostra Sosta 15 minuti, che riproponeva l’esperienza fatta alla Biennale.
In quell’occasione è nato il Gruppo di Piombino, formato da lui, Fontana, Falci e Nardone, a cui ha aderito successivamente anche l’artista romano Cesare Pietroiusti.
Il Gruppo, in contrapposizione alle tendenze artistiche dominanti in Italia negli anni ’80, come la Transavanguardia e l’Anacronismo, ha proposto una linea d’avanguardia fondata sul superamento dell’opera nella sua fisicità e quindi sull'abbandono di forme di espressione ritenute ormai esaustive. Partendo dall’Eventualismo, i cui artisti operavano in uno spazio chiuso come una galleria o un centro studi, dove lo stimolo era già noto agli spettatori, il lavoro di Modica e dei Piombinesi si è svolto in uno spazio pubblico con fruitori inconsapevoli.
Il Gruppo di Piombino, che ha operato fino al 1991, ha costituito un’esperienza fondamentale nel campo dell’interazione inconsapevole ed ha anticipato quelle modalità operative che negli anni ’90 sono andate sotto il nome di Estetica Relazionale o Arte relazionale.

## Le mostre principali
Le personali di maggiore rilievo, tenute da Modica negli  anni ’80, sono “Rilevamenti Estetici” alla galleria “Lascala” di Roma, “Infrangenze” allo “Studio Casoli” di Milano, “Bersagli” alla galleria “Alice” di Roma.
Nel 1990 ha partecipato alla sezione “Aperto” della Biennale di Venezia.
Nel 1991 è stato presente ad “Anni 90” la rassegna internazionale curata da Renato Barilli alla Galleria d’Arte Moderna di Bologna.
Sempre nel 1991, con “Buono di prenotazione d’acquisto”, ha realizzato un lavoro incentrato sul processo di determinazione dell’oggetto-reperto e fortemente legato al problema dell’immigrazione.
Tra le sue numerose mostre all'estero, le più importanti sono quella al “Musée  d’Art Contemporain” di Guérigny nel 1990, “Being there Being here” all'Otis Parson Gallery di Los Angeles del 1991, quella al “Musée de la Villette” di Parigi del 1992.
Nel 1995 ha partecipato alla rassegna “Italian Contemporary Prints” al Kaohsiug Museum China.
Nel 2000 ha esposto alla “Virreina” di Barcellona, al “Kunstforum” di Berlino nell'ambito della rassegna “Der italienische Weg vom Futurismus zum Laser” e nell'ambito della IX edizione del festival Visionaria presso il Santa Maria della Scala di Siena.
Nel 2002 ha partecipato alla rassegna “Shapes of mind” al Museum Nasional Indonesia a Giakarta ed ha esposto al Museo nazionale di Stoccolma.
Le sue opere sono presenti in prestigiose collezioni private e pubbliche, tra cui la collezione del Ministero degli Esteri alla Farnesina.

## I lavori più recenti
Alla base della sua attuale produzione artistica sta un complesso microcosmo, costituito da tracce lasciate dalle azioni del vivere quotidiano e da frammenti di realtà che l’autore coglie, amplifica, illumina, dando loro una nuova dignità e facendoli assurgere ad una dimensione artistica.
Ne sono esempi significativi i vetri stratificati rotti da atti vandalici o esibiti come prova di resistenza ai colpi, successivamente illuminati con una luce radente che accende di un colore verde fluorescente le spaccature.
Così come il lavoro basato sulle impronte, che consiste nel rilevare, con il procedimento usato dalla polizia scientifica, le tracce lasciate sugli oggetti, ingrandite e retroilluminate.
O ancora le lastre di plexiglas poste sui piani di lavoro di vari artigiani per periodi di due settimane, successivamente prelevate, incorniciate e illuminate a luce radente; o i supporti di vario tipo usati come poggia timbri e successivamente ingranditi, colorati e stampati su pellicola, retroilluminati e montati su light-box.

## La critica
Hanno scritto sulla sua opera, tra gli altri, Simona Antonacci, Catherine Arthus-Bertrand, Renato Barilli, Omar Calabrese, Mario De Candia, Giovanni Carandente, Laura Cherubini, Giulio Ciavoiello, Enrico Crispolti, Carolyn Cristov-Bargagiev, Ovidio Dell’Omodarme, Giacinto Di Pietrantonio, Ernesto Fedi, Patrizia Ferri, Francesca Franco, Maria Luisa Frisa, Marta Leteo, Corrado Levi, Lucilla Meloni, Domenico Nardone, Roberto Pinto, Alessandra Pioselli, Ludovico Pratesi, Massimo Scaringella, Merle Schipper, Rosella Silicato, Alberto Vannetti, Marisa Vescovo, Angela Vettese.